# 1971 у літературі

## Померли
- Вінценз Станіслав — польський письменник, філософ, перекладач
- Йоргос Сеферіс — один з найвидатніших поетів новогрецької літератури, лауреат Нобелівської премії з літератури 1963 року
- 21 грудня — Аста Сігурдардоттір, ісландська письменниця

## Нові книжки
- «Я обслуговував англійського короля» — роман чеського письменника Богуміла Грабала